# فانيسا ماركيز
فانيسا ماركيز (بالإنجليزية: Vanessa Marquez) (و. 1968 – 2018 م) هي ممثلة، وممثلة تلفزيونية، ومغنية أمريكية، ولدت في لوس أنجلوس، بدأت مشوارها المهني سنة 1987، توفيت في سووث باسادينا، لوس أنجليس، كاليفورنيا، عن عمر يناهز 50 عاماً، بسبب إصابة بعيار ناري.

## وصلات خارجية
- فانيسا ماركيز على موقع IMDb (الإنجليزية)
- فانيسا ماركيز على موقع روتن توميتوز (الإنجليزية)
- فانيسا ماركيز على موقع قاعدة بيانات الفيلم (الإنجليزية)
- فانيسا ماركيز في قاعدة بيانات الأفلام على الإنترنت